# ماریتزا کوریا

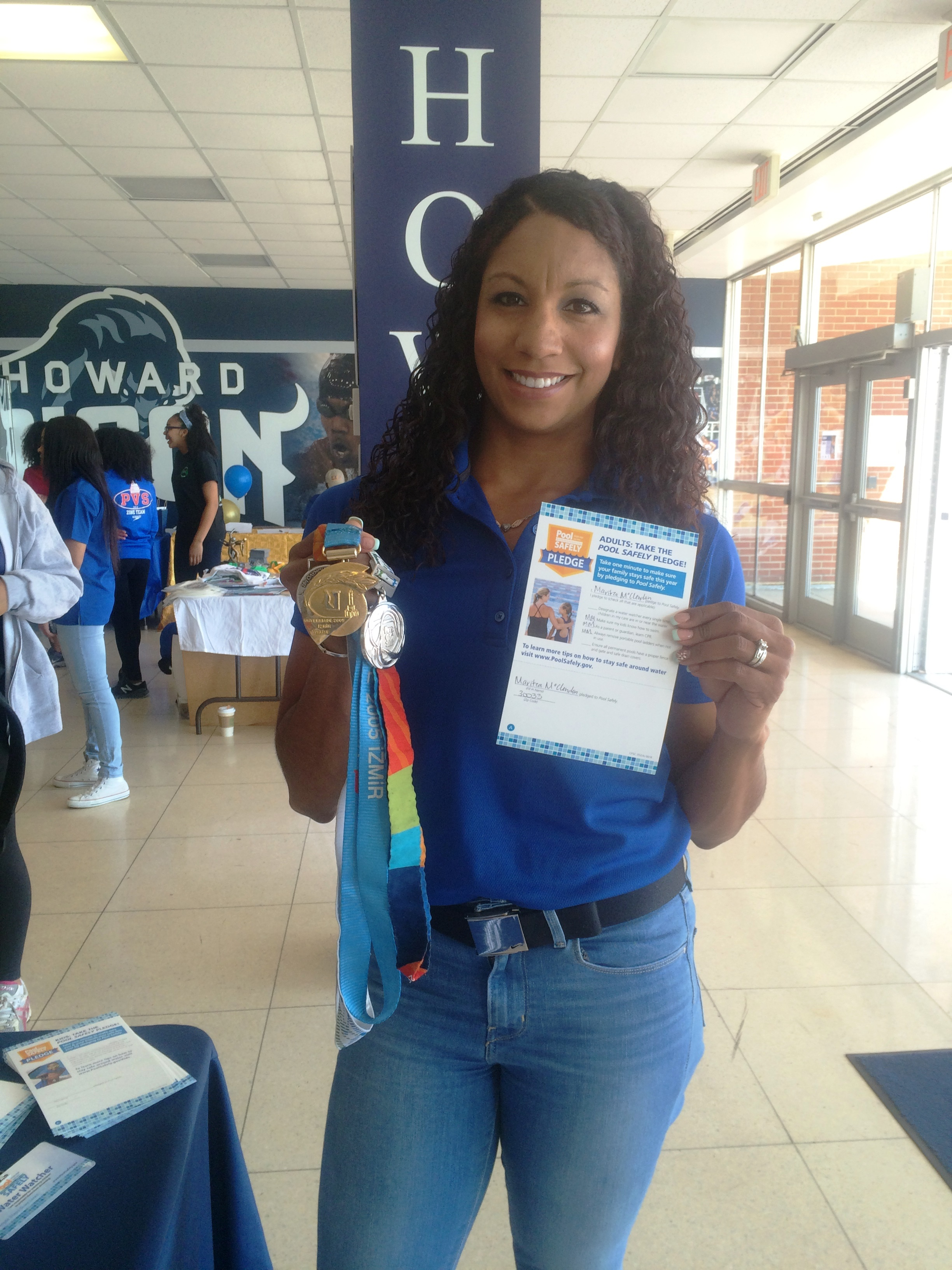
ماریتزا کوریا در سال ۲۰۱۶

ماریتزا کوریا (به انگلیسی: Maritza Correia) (زادهٔ ۲۳ دسامبر ۱۹۸۱) شناگر اهل ایالات متحده آمریکا است.